# Tsjoelysjman
De Tsjoelysjman (Russisch: Чулышман) is een rivier in de Russische autonome deelrepubliek Altaj. De rivier ontstaat in het Dzjoeloekoelmeer en stroomt in haar bovenloop langs het Tsjoelysjmanplateau en valt daarna uiteen in een aantal stroompjes in een diepe vallei tussen het Tsjoelysjmanplateau en het Oelaganplateau, om uiteindelijk weer als een rivier uit te stromen in het zuidelijke deel van het Teletskojemeer, het grootste meer van het Altajgebergte, waarvan het met meer dan 70% van de toevoer de belangrijkste instromende rivier is. De rivier is bevroren van eind oktober, begin december tot eind maart, begin mei.
De rivier is net als haar belangrijkste zijrivier de Basjkaoes vanwege de vele stroomversnellingen populair bij rafttoeristen. Andere zijrivieren zijn de Sjavla en de Tsjoeltsja, waar zich de grootste waterval van de Altaj bevindt; de gelijknamige 160 meter hoge Tsjoelinskiwaterval.